# Bộ Ngoại giao (Trung Quốc)
Bộ Ngoại giao Cộng hòa Nhân dân Trung Hoa (giản thể: 中华人民共和国外交部; phồn thể: 中華人民共和國外交部; bính âm: Zhōnghuá Rénmín Gònghéguó Wàijiāobù) là cơ quan điều hành, chịu trách nhiệm về quan hệ đối ngoại giữa Cộng hòa nhân dân Trung Hoa và các nước khác trên thế giới. Cơ quan này do Bộ trưởng Bộ Ngoại giao đứng đầu. Bộ trưởng hiện nay là Vương Nghị. Cơ quan này có trụ sở tại quận Triều Dương, Bắc Kinh. Cơ quan này đại diện cho lợi ích của Trung Quốc tại hội nghị của Liên Hợp Quốc, các cuộc họp liên chính phủ, và các hoạt động của các tổ chức quốc tế. Bộ Ngoại giao cũng cố vấn cho chính phủ trung ương xây dựng chiến lược ngoại giao, chủ trương, chính sách.

## Tổ chức
- Tổng Văn phòng (办公厅/The General Office)
- Vụ Nghiên cứu Chính sách (政策研究司/The Department of Policy Planning)
- Vụ châu Á (亚洲司/The Department of Asian Affairs)
- Vụ Tây Á và Bắc Phi (西亚北非司/The Department of West Asian and North African Affairs)
- Vụ châu Phi (非洲司/The Department of African Affairs)
- Vụ châu Âu-Trung Á (Âu-Á) (欧亚司/The Department of European-Central Asian Affairs)
- Vụ châu Âu (欧洲司/The Department of European Affairs)
- Vụ Bắc Mỹ và châu Đại Dương (北美大洋洲司/The Department of North American and Oceanian Affairs)
- Vụ Mỹ Latinh (拉丁美洲司/Latin American Affairs)
- Vụ Quốc tế (国际司/The Department of International Organizations and Conferences)
- Vụ Quân khống (军控司/The Department of Arms Control)
- Vụ Điều ước và Pháp luật (条约法律司/The Department of Treaty and Law)
- Vụ Thông tin (新闻司/The Information Department)
- Vụ Lễ tân (礼宾司/The Protocol Department)
- Vụ Lãnh sự (领事司/The Department of Consular Affairs)
- Vụ Hồng Kông, Ma Cao và Đài Loan (Cảng Áo Đài Ty) (港澳台司/The Department of Hong Kong, Macao and Taiwan Affairs)
- Phòng Phiên dịch (翻译室/The Department of Translation and Interpretation)
- Vụ Quản lý Ngoại sự (外事管理司/The Department of Foreign Affairs Management)
- Vụ An ninh Ngoại giao (涉外安全事务司/The Department of External Security Affairs)
- Vụ Cán bộ (干部司/The Department of Personnel)
- Cục Cán bộ Hưu trí (离退休干部局/The Bureau for Retired Personnel)
- Vụ Hành chính (行政司/The Administrative Department)
- Vụ Tài vụ (财务司/The Department of Finance)
- Cục Lưu trữ (档案馆/The Bureau of Archives)
- Cục Giám sát (监察局/The Department of Supervision)
- Cục Công tác Nước ngoài (国外工作局/The Bureau for Chinese Diplomatic Missions Abroad)
- Cục Phục vụ (服务局/The Department of Services for Foreign Ministry Home and Overseas Offices)